# The Energy of Slaves
The Energy of Slaves je sbírka básní kanadského spisovatele a hudebníka Leonarda Cohena. Poprvé ji v roce 1972 vydalo nakladatelství McClelland & Stewart. V českém jazyce kniha vydána nebyla; kniha však byla také přeložena do několika dalších jazyků (například francouzština a norština). V básních v této sbírce jsou Cohenovy básně více subjektivní a je v nich cítit vztek. Kritika knihu příliš dobře nehodnotila.